# Předkrm

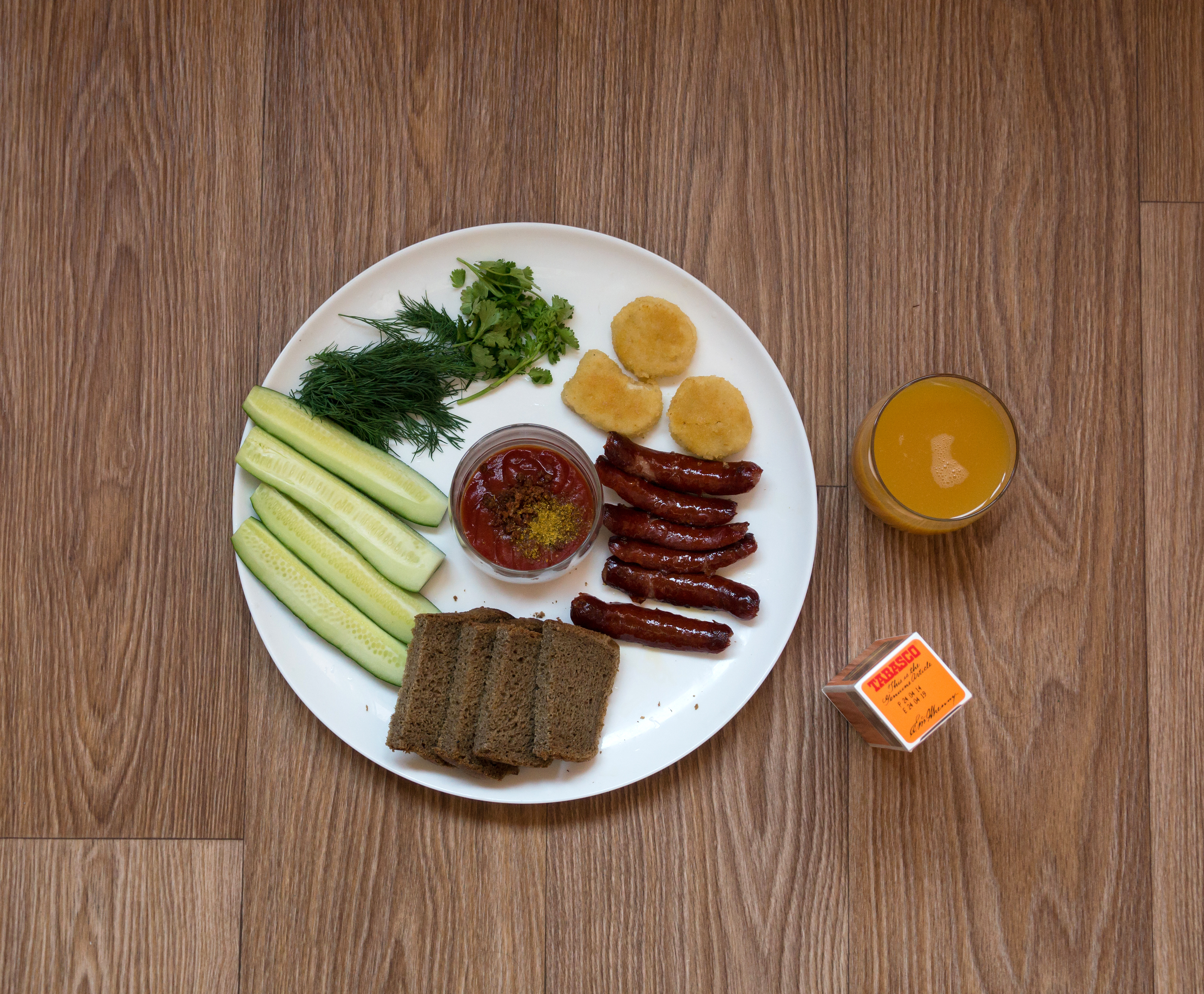
Předkrm

Předkrm je malá porce lehkého jídla, která se podává před samotnou konzumací hlavního jídla. Jeho účelem není zasytit, nýbrž povzbudit smysly a zejména vyvolat větší chuť. Tím zintenzivňuje zážitek z následně podávaného pokrmu. Nápoj podávaný před jídlem za stejným účelem se nazývá aperitiv.
Předkrmy dělíme na studené a teplé. Studený předkrm následuje po aperitivu, tvoří ho často paštika, ryba nebo salát. Poté následuje polévka. Po polévce před hlavním chodem následuje předkrm teplý, např. husí játra či slávky. Ten však nebývá častý, typický je spíše pro bankety s mnoha chody.
Předkrmy se jedí povětšinou vidličkou. Při servisu s větším počtem příborů se pro studený předkrm používá vidlička na samém okraji, pro teplý předkrm pak následující blíže talíři.